# Olaf Sæther
Olaf Sæter (Sør-Odal, Hedmark, 1 de juliol de 1871 – Oslo, 1 de novembre de 1945) va ser un tirador noruec que va competir a començaments del segle xx.
El 1908 va prendre part en els Jocs Olímpics de Londres, on va disputar dues proves del programa de tir. Va guanyar una medalla d'or en la prova de rifle lliure 300 metres, 3 posicions per equips, mentre en la prova individual fou novè.
Quatre anys més tard va disputar els Jocs de Londres. En ells disputà tres proves del programa de tir i guanyà una medalla de plata en la prova de rifle lliure, tres posicions per equips, mentre en les altres dues proves que disputà no aconseguí bones posicions.